# Přešovice
Přešovice (en allemand : Preschowitz) est une commune du district de Třebíč, dans la région de Vysočina, en République tchèque. Sa population s'élevait à 131 habitants en 2024.

## Géographie
La commune est limitée par Litovany à l'ouest et au nord, par Rouchovany à l'est, par Tavíkovice et Újezd au nord-ouest.

## Histoire
La première mention écrite de la localité date de 1320.

## Transports
Par la route, Přešovice se trouve à 65 km au sud-sud-est de Hrotovice, à 25 km de Třebíč, à 63 km de Jihlava et à 195 km de Prague.